# Speakers' Corner
El Speakers' Corner (el "Racó de l'orador" en anglès) és una zona on es permet parlar en públic que està situada a l'extrem nord-est del Hyde Park, a Londres.
Es permet parlar als oradors sempre que la policia consideri que els seus discursos no violen la llei. Contràriament a la creença popular no existeix immunitat davant la llei ni existeixen temes proscrits. En la pràctica la policia tendeix a ser força tolerant i solament intervé quan rep queixes o si s'utilitza llenguatge ofensiu. Existeixen altres àrees en altres parcs de Londres que també són conegudes com a Speakers' Corners, (per exemple, Finsbury Park, Clapham Common, Kennington Park i Victoria Park), com també en altres països.

## En altres països

### Austràlia
Hi ha un Speakers' Corner a The Domain a Sydney.

### Canadà
Hi ha un Speakers' Corner a Regina (Saskatchewan) situat a la riba nord del Llac Wascana.

### Països Baixos
Hi ha un Speakers' Corner anomenat Spreeksteen a Amsterdam a l'Oosterpark.

### Singapur
Hi ha un Speakers' Corner establert pel govern d'ençà l'1 de setembre de l'any 2000 al Parc Hong Lim.

### Trinitat i Tobago
Hi ha un Speakers' Corner al Woodford Square de Port of Spain.